# Valentina Matos
Valentina Matos Romero (Santo Domingo, República Dominicana; 28 de septiembre de 2000) es una patinadora artística sobre hielo española. Campeona del Abierto de Andorra 2019 y medallista de plata en 2016. Ganadora del Campeonato Nacional de Patinaje de España en 2017 y 2019.

## Carrera
Nació en septiembre de 2000 en Santo Domingo, República Dominicana y comenzó a patinar en el año 2008. Es estudiante en la Universidad Carlos III de Madrid. Tuvo su debut internacional en nivel júnior en el Trofeo Lombardia de 2015. Ganó la medalla de plata en el Campeonato Júnior de España en diciembre de 2015. Participó en la serie del Grand Prix Júnior en la temporada 2016-2017 y tuvo su debut internacional en nivel sénior en el Abierto de Andorra 2016, donde ganó la medalla de plata. En el Campeonato Europeo de Patinaje de 2017, celebrado en Ostrava, República Checa, Matos completó su programa corto pero no avanzó a la segunda ronda. Participó en el Campeonato Mundial de Patinaje de 2017, celebrado en Taipéi, Taiwán, donde logró clasificar al programa libre y se posicionó en el lugar 24 general. Fue asignada para participar en el Trofeo Nebelhorn 2017 de la Challenger Series de la ISU, donde se disputaba un lugar para los Juegos Olímpicos de invierno de 2018. Una lesión le impidió participar en el evento en Alemania. Su participación en el Campeonato Europeo de 2018, celebrado en Moscú, Rusia, la dejó en el lugar 33 del programa corto, sin clasificar a la final. En la temporada 2018-2019, Matos cambió su lugar de entrenamiento para trabajar con Barbara Luoni en Bergamo, Italia. Su participación en el Campeonato Mundial de Patinaje de 2019 la dejó en el lugar 34 del programa corto, aunque no clasificó a la final.

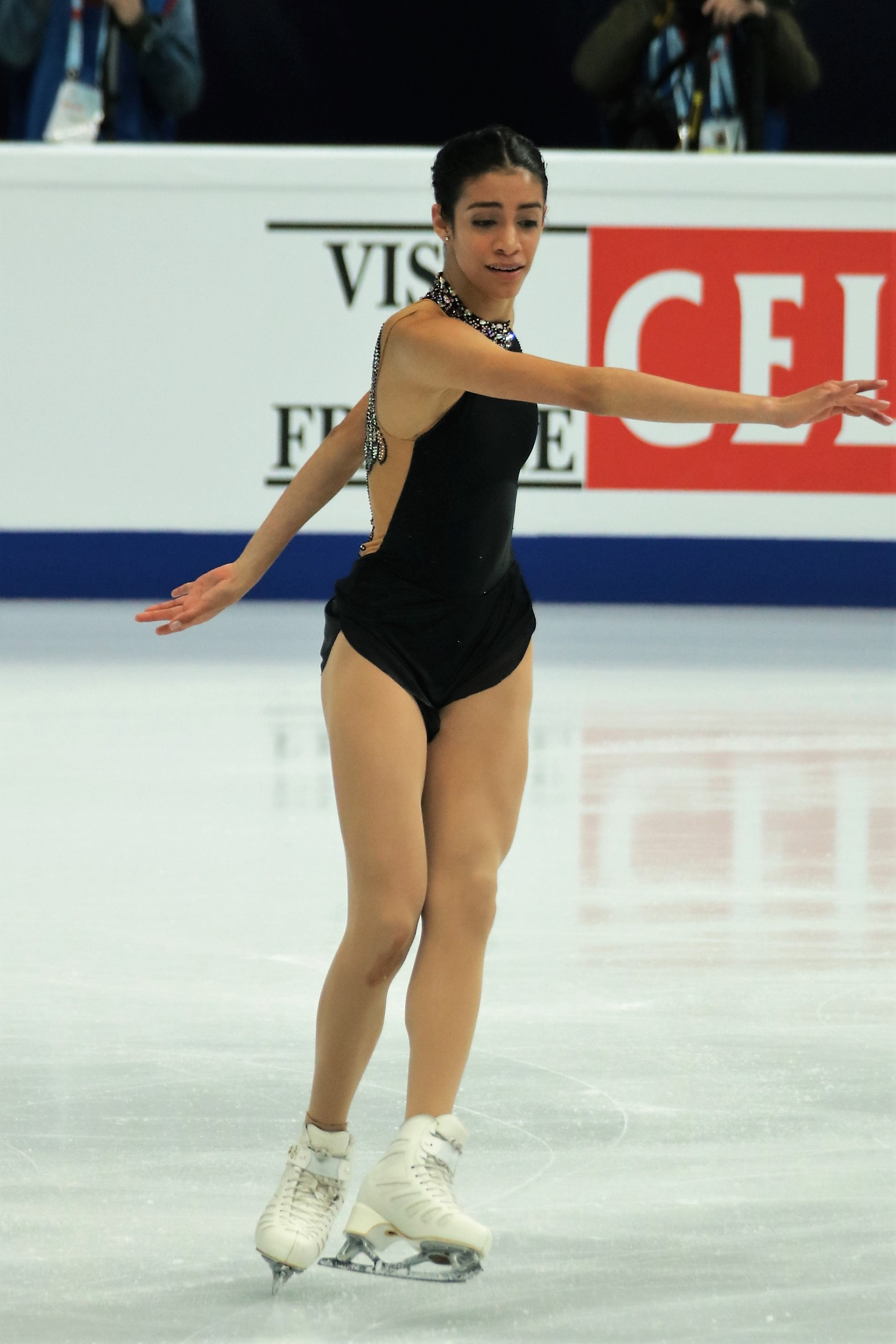
Matos en el Campeonato Europeo de 2018.

### Programas
| Temporada | Programa corto                             | Programa libre                                                                                         |
| --------- | ------------------------------------------ | --- |
| 2018–2019 | - My Immortal de Evanescence               | - The Last Coup interpretado por New Tango Orchestra - Garganta con Arena interpretado por Pasión Vega |
| 2016–2017 | - Aleluya interpretado por Alexandra Burke | - GoldenEye de Éric Serra - GoldenEye interpretado por Tina Turner                                     |

### Resultados en competiciones
| Internacional          | Internacional | Internacional | Internacional | Internacional | Internacional | Internacional | Internacional |
| Evento                 | 2013–2014     | 2014–2015     | 2015–2016     | 2016–2017     | 2017–2018     | 2018–2019     | 2019–2020     |
| ---------------------- | ------------- | ------------- | ------------- | ------------- | ------------- | ------------- | ------------- |
| Mundial                |               |               |               |               |               | 34            |               |
| Europeo                |               |               |               | 33            | 33            | 31            | 28            |
| Trofeo Alpen           |               |               |               |               |               | 19            |               |
| Trofeo de Finlandia    |               |               |               |               |               | 15            |               |
| Trofeo de Lombardia    |               |               |               |               |               | 20            |               |
| Trofeo Nebelhorn       |               |               |               |               | WD            |               |               |
| Abierto de Baviera     |               |               |               | 14            |               |               |               |
| Challenge Cup          |               |               |               |               |               | 10            |               |
| Oso de Oro de Zagrev   |               |               |               |               |               | 15            |               |
| Ice Star               |               |               |               |               |               | 13            |               |
| Challenge Cup          |               |               |               | 11            | 14            |               |               |
| Abierto de Andorra     |               |               |               | 2             |               | 1             |               |
| Copa de Santa          |               |               |               | 4             |               |               |               |
| Universiada            |               |               |               |               |               | 14            |               |
| Internacional júnior   |               |               |               |               |               |               |               |
| Mundial Júnior         |               |               |               | 24            |               |               |               |
| JGP Alemania           |               |               |               | 17            |               |               |               |
| Trofeo de Lombardia    |               |               | 16            |               |               |               |               |
| Copa de Santa          |               |               | 26            |               |               |               |               |
| Memorial Hellmut Seibt |               |               | 18            |               |               |               |               |
| Internacional amateur  |               |               |               |               |               |               |               |
| Challenge Cup          | 9             |               |               |               |               |               |               |
| Abierto de Andorra     |               | 2             |               |               |               |               |               |
| Nacional               |               |               |               |               |               |               |               |
| Campeonato español     | 2             | 1             | 2             | 1             |               | 1             |               |